# Juan Carlos Zubczuk
Juan Carlos Zubczuk (ur. 31 marca 1965 w Obrera Misiones) – peruwiański piłkarz pochodzenia ukraińskiego, urodzony w Argentynie, grający na pozycji bramkarza.

## Kariera piłkarska

### Kariera klubowa
Jego rodzice pochodzenia ukraińskiego - nazwisko ojca Zubczuk (ukr. Зубчук), a mamy Miszczuk (ukr. Міщук). Wychowanek klubu Racing Club de Avellaneda, w którym w 1983 rozpoczął karierę piłkarską. W 1984 został wypożyczony do San Lorenzo (MP). W 1988 przeszedł do peruwiańskiego klubu Universitario Lima. W 1995 zakończył karierę zawodową w Alianza Atlético Sullana.

### Kariera reprezentacyjna
Zgodził się na propozycję bronić barw narodowej reprezentacji Peru. Ale był tylko rezerwowym bramkarzem.

## Sukcesy i odznaczenia

### Sukcesy klubowe
- mistrz Peru: 1990, 1992, 1993